# Stephania sinica
Stephania sinica är en tvåhjärtbladig växtart som beskrevs av Friedrich Ludwig Diels. Stephania sinica ingår i släktet Stephania och familjen Menispermaceae. Inga underarter finns listade i Catalogue of Life.